# Plaques de matrícula d'Arizona
Les plaques de matrícula dels vehicle d'Arizona es componen des del gener del 2021 d'un sistema de combinació alfanumèric format per sis caràcters, cinc lletres i una xifra, la qual sempre està en quarta posició (ex. ABC 1DE). La combinació sembla que es vagi formant de manera "aleatòria", però en realitat s'incrementa en un ordre no estàndard, excepte el quart dígit de cada placa, que sempre és una xifra, totes les altres posicions poden ser lletres o números. Cada posició utilitza les lletres A–Z seguides dels números 0–9. Els caràcters són de color negre sobre una imatge gràfica reflectant formada per una escena de desert amb un cel degradat de color turquesa, blanc i taronja, un sol ponent blanc i unes muntanyes morades i un cactus. El nom de l'estat "ARIZONA" que apareix centrat a la part superior en color turquesa i l'eslògan "GRAN CANYON STATE" situat al costat inferior dret.
A Arizona, la matrícula pertany al propietari del vehicle. Això permet la transferència de la placa d'un vehicle a un altre, en cas de venda o desballestament. I des d'inicis de la dècada de 1990 l'estat només requereix l'obligatorietat de portar la matrícula posterior. Actualment, les plaques són emeses pel Departament de Transport d'Arizona (ADOT) a través de la seva Divisió de Vehicles de Motor (MVD).

## Història
El registre d'automòbils a l'estat d'Arizona va començar el 1912, només tres mesos després de la data d'admissió a la Unió, i les plaques emeses a càrrec de l'estat van començar el 1914. Es va utilitzar coure real per a les plaques de 1932 a 1934. L'eslògan "GRAND CANYON STATE" ha estat en ús continuat des del 1940, tret d'una breu pausa del 1945 a 1946.

### Models de 1914 fins 1955
| Imatge | Data d'expedició | Disseny | Lema                                 | Combinació utilitzada          | Notes |
| ------ | ---------------- | --- | ------------------------------------ | ------------------------------ | --- |
|        | 1914             | Caràcters en blanc sobre fons blau marí. "ARIZ 1914" en dues línies a la dreta.                                                                       | Sense lema                           | 1234                           | Placa de mides 4 1/2" x 12". |
|        | 1915             | Caràcters en negre sobre fons blanc. "ARIZ 1915" en dues línies a la dreta.                                                                           | Sense lema                           | 1234                           | Placa de mides 5 5/8" x 13 5/8". |
|        | 1916             | Caràcters en negre sobre fons coure. En vertical "ARIZ" a l'esquerra i "1916" a la dreta.                                                             | Sense lema                           | 12345                          | Placa de mides amb 3-4 dígits (6" x 12") i de 5 dígits (6" x 14") fins 1918.                                                                                               |
|        | 1917             | Caràcters en blanc sobre fons negre. "ARIZ 1917" en dues línies a l'esquerra entre la silueta d'un cap de bou.                                        | Sense lema                           | 12345                          | Placa de mides de 5 dígits de 6" x 14 3/8". |
|        | 1918             | Caràcters en blau marí sobre fons gris oliva. "1918 ARIZ" en dues línies a la dreta.                                                                  | Sense lema                           | 12345                          | |
|        | 1919             | Caràcters en blanc sobre fons negre. "ARIZ 1919" en dues línies a l'esquerra.                                                                         | Sense lema                           | 12345                          | Placa de mides de 3-4 dígits (5 3/8" x 12") i de 5 dígits (5 3/8" x 14 3/8")                                                                                               |
|        | 1920             | Caràcters en negre sobre fons blanc. En vertical "ARIZ" a l'esquerra i "1920" a la dreta.                                                             | Sense lema                           | 12345                          | |
|        | 1921             | Caràcters en blanc sobre fons negre. Estilitzat "ARIZ 21" en dues línies a la dreta.                                                                  | Sense lema                           | 12345                          | Placa de mides de 2-4 dígits (5 1/2" x 12") i e3 5 dígits (5 1/2" x 14 3/8")                                                                                               |
|        | 1922             | Caràcters en verd sobre fons blanc. En vertical "ARIZ" a l'esquerra i "1922" a la dreta.                                                              | Sense lema                           | 1-12345, 10-1234               | Codificació per comtat d'emissió (1 a 15) fins 1928. Placa de mides de 4 dígits (5 1/2" x 12 1/8"), 5 dígits (5 1/2" x 14 1/8") i 6 dígits (5 1/2" x 16")                  |
|        | 1923             | Caràcters en blau marí sobre fons blanc. En diagonal "ARIZ" i "23" a l'esquerra.                                                                      | Sense lema                           | 1-12345, 10-1234               | Placa de mides 5" x 14". |
|        | 1924             | Caràcters en blanc sobre fons blau marí. "24" i en diagonal "ARIZ" a l'esquerra.                                                                      | Sense lema                           | 1-12345, 10-1234               | |
|        | 1925             | Caràcters en negre sobre fons coure. "ARIZONA" centrat a baix i "1925" en vertical a la dreta.                                                        | Sense lema                           | 1-12345, 10-1234               | Primera placa amb el nom complet de l'estat. Placa de mides 6" x 14" fins 1931.                                                                                            |
|        | 1926             | Caràcters en negre sobre fons blanc. "ARIZONA" centrat a baix i "1926" en vertical a la dreta.                                                        | Sense lema                           | 1-12345, 10-1234               | |
|        | 1927             | Caràcters en negre sobre fons coure. "ARIZONA" centrat a baix i "1927" en vertical a la dreta.                                                        | Sense lema                           | 1-12345, 10-1234               | |
|        | 1928             | Caràcters en vermell sobre fons coure. "ARIZONA" centrat a baix i "1928" en vertical a l'esquerra.                                                    | Sense lema                           | 1-12345, 10-1234               | |
|        | 1929             | Caràcters en groc sobre fons negre. "19 ARIZ 29" centrat a baix.                                                                                      | Sense lema                           | 123-456                        | Canvi a una tipografia en cursiva. Emesa en blocs per comtat. |
|        | 1930             | Caràcters en negre sobre fons groc. "ARIZONA" centrat a dalt i "1930" a baix. Lletra a la part superior esquerra que indica el comtat d'emissió.      | Sense lema                           | 12-34-56                       | Els comtats passen a codificar-se per lletres. |
|        | 1931             | Caràcters en negre sobre fons carabassa. "1931" centrat a dalt i "ARIZONA" a baix. Lletra a la part superior esquerra que indica el comtat d'emissió. | Sense lema                           | 12-34-56                       | |
|        | 1932             | Caràcters en blanc sobre coure. "ARIZONA-1932" centrat a dalt.                                                                                        | Sense lema                           | 1AB1, 1A1B, AA12, A1A2         | Els comtats passen a codificar-se per xifres (1 a 9) i lletres (A a Z). Placa de mides 5" x 10".                                                                           |
|        | 1933             | Caràcters en blanc sobre fons blau. "ARIZONA-1933" centrat a baix.                                                                                    | Sense lema                           | 1AB1, 1A1B, AA12, A1A2         | Placa de mides 5 1/2" x 10 1/4" fins 1935. |
|        | 1934             | Caràcters en coure sobre fons blau cel. "ARIZONA-1934" centrat a dalt.                                                                                | Sense lema                           | 1AB1, 1A1B, AA12, A1A2         | |
|        | 1935             | Caràcters en negre sobre coure. "ARIZONA-1935" centrat a baix.                                                                                        | Sense lema                           | 1AB1, 1A1B, AA12, A1A2         | |
|        | 1936             | Caràcters en negre sobre coure. En vertical "ARIZ" a l'esquerra i "1936" a la dreta, nom del comtat centrat a baix.                                   | Sense lema                           | 1A B1, 1A 1B, AA 12, A1 A2     | Placa de mides 5 1/2" x 13". |
|        | 1937             | Caràcters en negre sobre coure. "ARIZONA-37" centrat a dalt i nom del comtat centrat a baix.                                                          | Sense lema                           | A1-234                         | Diferent tipografia i mida per lletres i xifres. Coficicació només per lletres. Placa de mides 5 1/2" x 10 1/4".                                                           |
|        | 1938             | Caràcters en negre sobre fons groc. "ARIZONA-38" centrat a dalt i nom del comtat centrat a baix.                                                      | Sense lema                           | A1234                          | |
|        | 1939             | Caràcters en negre sobre coure. "ARIZONA" centrat a dalt i en vertical "1539" a l'esquerra i "1939" a la dreta.                                       | "MARCOS DE NIZA" centrat a baix.     | A12345                         | Commemoració del 400è aniversari de l'expedició del frare franciscà Marco da Nizza. Placa de mides 5 3/4" x 13". Canvi a coficicació expclusicament per lletres fins 1944. |
|        | 1940             | Caràcters en bnlau sobre fons blanc. "ARIZONA-40" centrat a dalt.                                                                                     | "GRAND CANYON STATE" centrat a baix. | A12345                         | Primera placa amb el lema actual. Placa de mides 6 1/4" x 12". |
|        | 1941             | Caràcters en negre sobre coure."ARIZONA-41" centrat a baix.                                                                                           | "GRAND CANYON STATE" centrat a dalt. | A12345                         | Placa de mides 6 1/4" x 12 1/2". |
|        | 1942-44          | Caràcters en negre sobre fons blanc. "42-ARIZONA" centrat a dalt.                                                                                     | "GRAND CANYON STATE" centrat a baix. | A123, 1A234, 12A345            | Revalidada pel 1943 i 1944 amb adhesiu al parabrisa per afavorir l'estalvi de metall degut a la Segona Guerra Mundial.                                                     |
|        | 1945-46          | Caràcters en negre sobre fons blanc. "ARIZ. 45" centrat a dalt.                                                                                       | Sense lema                           | A1234                          | Revalidada pel 1946 amb adhesiu al parabrisa. Placa de mides 6 1/4" x 13".                                                                                                 |
|        | 1947             | Caràcters en vermell sobre placa d'alumini no pintada. "ARIZ. 47" centrat a dalt.                                                                     | "GRAND CANYON STATE" centrat a baix. | A/B 1234 (lletres en vertical) | Placa de mides 6" x 13". Canvi a una nova codificació fins 1958. |
|        | 1948             | Caràcters en negre sobre fons blanc. "ARIZ. 48" centrat a dalt.                                                                                       | "GRAND CANYON STATE" centrat a baix. | A/B 1234 (lletres en vertical) | |
|        | 1949             | Caràcters en negre sobre fons blanc. "ARIZONA 49" centrat a dalt.                                                                                     | "GRAND CANYON STATE" centrat a baix. | A-12345                        | |
|        | 1950-51          | Caràcters en negre sobre fons blanc. "ARIZONA 50" centrat a dalt.                                                                                     | "GRAND CANYON STATE" centrat a baix. | A-12345                        | Revalidada pel 1951 amb etiquetes d'alumini a la placa. |
|        | 1952-53          | Caràcters en blanc sobre fons negre. "ARIZONA 52" centrat a dalt.                                                                                     | "GRAND CANYON STATE" centrat a baix. | A-12345                        | Revalidada pel 1953 amb etiquetes negres amb caràcters carabassa. |
|        | 1954-55          | Caràcters en negre sobre fons groc. "ARIZONA 54" centrat a dalt.                                                                                      | "GRAND CANYON STATE" centrat a baix. | A-12345                        | Revalidada pel 1955 amb etiquetes d'alumini. |

### Models de 1956 fins avui dia
El 1956, el Canadà i els Estats Units d'Amèrica van arribar a un acord amb l'Associació Americana d'Administradors de Vehicles de Motor, l'Associació de Fabricants d'Automòbils i el Consell Nacional de Seguretat en que es concretava una mida única de les plaques de vehicles de passatgers a 150 mm per 300 mm (6 per 12 polzades), amb forats per poder-les muntar espaiats 180 mm (7 polzades), tot i que les dimensions o poden variar lleugerament segons la jurisdicció. La placa de 1956 va ser la primera a complir aquests estàndards.
La primera de les dues plaques base actualment vàlides es va començar a emetre el 1980.
| Imatge | Data d'expedició      | Disseny | Lema                                          | Combinació utilitzada     | Notes |
| ------ | --------------------- | --- | --------------------------------------------- | ------------------------- | --- |
|        | 1956-57               | Caràcters en blanc sobre fons negre. "ARIZONA 56" centrat a dalt. | "GRAND CANYON STATE" centrat a baix.          | A-12345                   | Revalidada pel 1957 i 1958 amb adhesius. Primera placa amb l'estàndard de mides 6" x 12". |
|        | 1959–60               | Caràcters en blanc sobre fons blau marí. "ARIZONA 59" centrat a dalt. | "GRAND CANYON STATE" centrat a baix.          | ABC-123                   | Revalidada pel 1960 amb adhesius. Les lletres I, O i Q no s'utilitzen. Aquesta pràctica va continuar fins al 1965. |
|        | 1961-63               | Caràcters en blau sobre fons blanc. "ARIZONA 61" centrat a dalt. | "GRAND CANYON STATE" centrat a baix.          | ABC-123                   | Revalidada pel 1962 i 1963 amb adhesius. |
|        | 1964-65               | Caràcters en blanc sobre fons blau marí. "ARIZONA 64" centrat a dalt. | "GRAND CANYON STATE" centrat a baix.          | ABC-123                   | Revalidada pel 1965 amb adhesius. |
|        | 1966-68               | Caràcters en negre sobre fons blanc. "ARIZONA 66" centrat a dalt. | "GRAND CANYON STATE" centrat a baix.          | ABC-123                   | Revalidada pel 1967 i 1968 amb adhesius. Les lletres I, O, Q i U no s'utilitzen. Aquesta pràctica continua avui dia. |
|        | 1969-72               | Caràcters en negre sobre fons groc. "ARIZONA 69" centrat a dalt. | "GRAND CANYON STATE" centrat a baix.          | ABC-123                   | Revalidada pel 1970, 1971 i 1972 amb adhesius. |
|        | 1973-80               | Caràcters en verd sobre fons carabassa. "ARIZONA 73" centrat a dalt. | "GRAND CANYON STATE" centrat a baix.          | ABC-123                   | Revalidada fins al 1980 amb adhesius. |
|        | 1980-96               | Caràcters en blanc reflectant sobre fons granat. "ARIZONA" centrat a dalt i silueta d'un cactus saguaro entre la combinació. | "GRAND CANYON STATE" centrat a baix.          | ABC 123                   | El 1990 entra en vigor l'obligació de portar només plaques posteriors. |
|        | 1996-gener 2008       | Caràcters en negre sobre imatge gràfica reflectant formada per una escena de desert amb un cel degradat de color turquesa, blanc i taronja, un sol ponent blanc i unes muntanyes morades i un cactus saguaro. "ARIZONA" en turquesa centrat a dalt. | "GRAND CANYON STATE" al costat inferior dret. | 123·ABC                   | Premiada el 1996 com a "placa de l'any" a la millor matrícula estàndard nova per l'Associació de Col·leccionistes de Matrícules d'Automòbils (ALPCA).                                                                             |
|        | Gener 2008–abril 2020 | Igual que l'anterior, però amb els caràcters impresos i fils de seguretat afegits al centre de la placa. | "GRAND CANYON STATE" al costat inferior dret. | ABC1234                   | |
|        | Abril 2020-gener 2021 | Igual que l'anterior. | "GRAND CANYON STATE" al costat inferior dret. | 8 combinacions diferents. | Degut al canvi a combinacions de set xifres generades aleatòriament hi havia disponibles fins a 64 combinacions de les quals només se n'utilitzaren vuit: ABC1DEF, A1B2CDE, ABC1D2E, A1B2C3D, 1AB2CDE, 12A3BCD, 1AB2C3D, 12A3B4C. |
|        | Febrer 2021-avui dia  | Igual que l'anterior. | "GRAND CANYON STATE" al costat inferior dret. | ABC 1DE                   | |

## Codificació dels comtats
La segünt taula mostra els codis que indicaven el comtat d'emissió durant el període 1922 a 1944 en que van estar en vigor:
| County     | 1922-23 | 1924-28 | 1930-31 | 1932-36 | 1937-38 | 1939-44    |
| ---------- | ------- | ------- | ------- | ------- | ------- | ---------- |
| Apache     | 14      | N       | Y       | Y       | P       | Z          |
| Cochise    | 2       | B       | 8, 9    | G       | C       | E          |
| Coconino   | 11      | L       | V       | W       | H       | P          |
| Gila       | 4       | D       | F, G    | M       | F       | L          |
| Graham     | 8       | H       | S       | T       | K       | S          |
| Greenlee   | 13, 15  | P       | Z       | Z       | R       | U          |
| Maricopa   | 1       | A       | 1 a 7   | A a F   | A       | A, V, Y, M |
| Mohave     | 10      | K       | U       | V       | L       | T          |
| Navajo     | 12      | M       | X       | X       | J       | N          |
| Pima       | 3       | C       | A a E   | J, K    | B       | C, R       |
| Pinal      | 7       | G       | P, R    | S       | G       | K          |
| Santa Cruz | 9       | J       | T       | U       | N       | X          |
| Yavapai    | 5       | E       | H, J, K | N       | D       | J          |
| Yuma       | 6       | F       | L, N    | R       | E       | H          |

Nota: El Comtat de La Paz no es va formar fins al 1983, moment en què l'emissió de matrícules per codi de comtat ja s'havia deixat d'utilitzar.

## Altres tipus

### Personalitzades
Arizona permet l'emissió de plaques personalitzades, prèvia aprovació pel Departament de Transport d'Arizona de la combinació i que compleixin un seguit de requisits. La llei que regula les plaques personalitzades i especials es pot trobar a la legislació estatal (Title 28 - Transportation §28-2401 - §28-2488).

### Especials
Actualment l'estat d'Arizona ofereix, a través de la Divisió de Vehicles a Motor, més de 100 models diferents de plaques especials.
El model de placa especial "Arizona Centennial" va ser escollida la Millor Placa del 2011 per Associació de Col·leccionistes de Matrícules d'Automòbils (ALPCA) per una àmplia majoria de 1202 punts, tot i tenir 9 contrincants més. Mentre que el model de placa especial "Route 66" va ser escollida la Millor Placa de l'any 2016 per un marge molt estret de només 2 punts més que la segona classificada ("Honey Bee" de Carolina del Nord), d'un total de 10 dissenys. Aquesta és la segona vegada que Arizona guanya aquest premi.
| Imatge | Data d'expedició | Tipus                                                              | Disseny | Lema                                                                | Combinació utilitzada                      | Notes |
| ------ | ---------------- | ------------------------------------------------------------------ | --- | ------------------------------------------------------------------- | ------------------------------------------ | --- |
|        | 2010             | Arizona Agriculture                                                | Caràcters en blanc sobre imatge gràfica d'una tanca de fusta.                                                                                      | "AGRICULTURE" centrat a baix.                                       | 1AG2345                                    | |
|        | 2011             | Arizona Centennial                                                 | Caràcters en blanc sobre imatge gràfica de la bandera d'Arizona.                                                                                   | "1912 CENTENNIAL 2012" centrat a baix.                              | A1234Z, A1234C                             | Commemoració del Centenari d'admissió a la Unió. Premiada com a "Placa de l'any" a la millor matrícula nova del 2011 per l'estatunidenca l'Associació de Col·leccionistes de Matrícules d'Automòbils (ALPCA). |
|        | 2007, 2016       | Arizona Diamondbacks                                               | Caràcters en blanc sobre imatge gràfica de color marró amb el logotip de l'equip de beisbol a l'esquerra.                                          | "DIAMONBACKS" centrat a baix.                                       | DB12345                                    | |
|        | 2009             | Arizona Highways Magazine                                          | Caràcters en blanc sobre imatge gràfica d'una posta de sol sobre el desert.                                                                        | "ARIZONA HIGHWAYS MAGAZINE" centrat a baix.                         | 1AH2345                                    | |
|        | 2007, 2020       | Arizona Historical Society                                         | Caràcters en blanc sobre una imatge gràfica d'una tempesta de llamps sobre el desert amb el logotip de l'associació a l'esquerra.                  | "ARIZONA HISTORICAL SOCIETY" centrat a baix.                        | AH123                                      | |
|        | 2018             | Arizona Science Center                                             | Caràcters en blanc sobre imatge gràfica d'una pluja de 0 i 1 en verd.                                                                              | "ARIZONA SCIENCE CENTER" centrat a baix.                            | 12345SC                                    | |
|        | 1989, 2010, 2018 | Arizona State University                                           | Caràcters en groc sobre fons negre amb el logotip de la universitat a l'esquerra.                                                                  | "Arizona State University" centrat a baix.                          | A1234, C1234, D1234, F1234                 | |
|        | 2009             | Choose Life                                                        | Mateix disseny de placa que la resta de vehicles de passatgers però amb el logitip a l'esquerra.                                                   | "Arizona Life Coalition" a baix.                                    | 12CL34                                     | |
|        | 2002, 2010       | Conserving Wildlife                                                | Caràcters en blanc sobre una imatge gràfica d'un paisatge i diferents animals al voltant.                                                          | "CONSERVING WILDLIFE" centrat a baix.                               | W/A (en vertical) 12345                    | |
|        | 2012             | Curing Childhood Cancer                                            | Caràcters en vermell sobre fons reflectant blanc amb el logotip a l'esquerra.                                                                      | "Curing Childhood Cancer" centrat a baix.                           |                                            | |
|        | 2005             | Donate Life/Be an Organ Donor                                      | Caràcters en blau marí sobre fons blau cel i verd amb el logotip a l'esquerra.                                                                     | "BE AN ORGAN DONOR" centrat a baix.                                 | B1ABC                                      | |
|        | 2006             | Early Detection Saves Lives                                        | Caràcters en negre sobre fons reflectant blanc amb un llaç rosa a l'esquerra.                                                                      | "Early Detection Saves Lives" centrat a baix sobre una franja rosa. | JK1234                                     | |
|        | 2011             | Ending Hunger                                                      | Caràcters en blanc sobre un fons verd amb tres espigues de blat.                                                                                   | "ending hunger one plate at a time" centrat a baix.                 | 12345HR                                    | |
|        | 1992             | Environmental                                                      | Caràcters en negre sobre una imatge gràfica d'un cel groc, unes muntanyes blanques amb la part inferior violeta i un cactus saguaro en primer pla. | "PROTECT OUR ENVIRONMENTAL" centrat a baix.                         | E1234, 1234E, 123E4, 12E34, 1E234, EA·1234 | Originalment els caràcters erengrocs, però es va canviar per la mala visibilitat. |
|        |                  | Former Prisoner of War                                             | Caràcters en negre sobre fons blanc amb el logotip a l'esquerra.                                                                                   | "GRAND CANYON STATE"                                                | A12                                        | |
|        | 2010             | Fraternal Order of Police                                          | Mateix disseny de placa que la resta de vehicles de passatgers però amb el logitip a l'esquerra.                                                   | "FRATERNAL ORDER OF POLICE" a baix.                                 | LE1234                                     | |
|        | 2007             | Freedom                                                            | Caràcters en blau marí sobre una imatge gràfica de la bandera estatunidenca.                                                                       | "FREEDOM" centrat a baix.                                           | 1FR2345                                    | La imatge mostra una combinació personalitzada. |
|        | 2009             | Gold Star Family                                                   | Caràcters en blau marí sobre fons blanc amb el logotip de l'associació a l'esquerra.                                                               | "GOLD STAR FAMILY" centrat a baix.                                  |                                            | |
|        | 2016             | Historic Route 66                                                  | Caràcters en blanc sobre imatge gràfica d'una carretera i el logotip a l'esquerra.                                                                 | "Get Your Kicks" centrat a baix.                                    | RT1234                                     | Premiada com a "Placa de l'any" a la millor matrícula nova del 2016 per l'estatunidenca l'Associació de Col·leccionistes de Matrícules d'Automòbils (ALPCA).                                                  |
|        | 2007             | Home of the Apache                                                 | Caràcters en negre sobre una imatge gràfica de fons degradat de vermell, carabassa, blanc i blau cel, amb diversos símbols apatxes.                | "Home of the Apache" centrat a baix.                                | C123E4                                     | Per la reserva índia de San Carlos. |
|        | 2007             | Honoring Fallen Officers                                           | Caràcters en blanc sobre imatge gràfica d'una bandera estatunidenca en blanc i negre.                                                              | "HONORING FALLEN OFFICERS" centrat a baix.                          | FP12345                                    | |
|        |                  | It Shouldn't Hurt to Be a Child (contra el maltractament infantil) | Caràcters en negre sobre imatge gràfica d'unes mans sobre un fons blau cel.                                                                        | "It Shouldn't Hurt to Be a Child" centrat a baix.                   | AC12345                                    | |
|        | 2013             | Keep It Beautiful                                                  | Caràcters en blau sobre imatge gràfica d'un cactus utilitzant una paperera.                                                                        | "KEEP IT BEAUTIFUL" centrat a baix.                                 | A1234B                                     | |
|        |                  | Live the Golden Rule                                               | Caràcters en blanc sobre imatge gràfica. | "LIVE THE GOLDEN RULE" centrat a baix.                              | LM12345                                    | |
|        |                  | Medal of Honor                                                     | Caràcters en blanc sobre un fons blau cel amb un rectangle amb cinc estels blancs de cinc puntes.                                                  | "MEDAL OF HONOR" centrat a baix.                                    | 123                                        | |
|        |                  | National Guard                                                     | Mateix disseny de placa que la resta de vehicles de passatgers però amb el logotip de la Guàrdia Nacional a l'esquerra.                            | "NATIONAL GUARD" a baix.                                            | NG1234                                     | |
|        | 2003             | Nació Navajo                                                       | Caràcters en turquesa sobre un fosn blanc amb una imatge de Monument Valley a baix i el segell de la nació navajo a l'esquerra.                    | "NAVAJO NATION" centrat a baix.                                     | B/A 1234                                   | |
|        | 1989, 2010, 2020 | Universitat del Nord d'Arizona                                     | Caràcters en blanc sobre imatge gràfica blau marí amb el logotip de la universitat a l'esquerra.                                                   | "LUMBERJACKS" centrat a baix.                                       | V1234                                      | |
|        | 2005             | Pets Enrich Our Lives                                              | Caràcters en verd fosc sobre fons blanc amb el logotip a l'esquerra.                                                                               | "pets enrich our lives" centrat a baix.                             | C1234, 1234C                               | |
|        | 2009, 2014       | Phoenix Suns                                                       | Caràcters en blanc sobre fons negre amb el logotip del club a l'esquerra.                                                                          | "PHOENIX SUNS" centrat a baix.                                      | 1PS2345                                    | El 2021 s'actualitza el logotip del club mantenint-se el disseny de la placa. |
|        | 2010             | Arizona Agriculture                                                | Caràcters en blanc sobre imatge gràfica d'una tanca de fusta.                                                                                      | "AGRICULTURE" centrat a baix.                                       | 1AG2345                                    | |
|        | 2010             | Professional Fire Fighters                                         | Mateix disseny de placa que la resta de vehicles de passatgers però amb el logotip de la IAFF (Associació Internacional de Bombers) a l'esquerra.  | "PROFESSIONAL FIRE FIGHTER" baix.                                   | FF1234                                     | |
|        |                  | Purple Heart                                                       | Caràcters en porpra sobre fons blanc amb una imatge de la condecoració a l'esquerra.                                                               | "PURPLE HEART" centrat a baix.                                      | 1234                                       | |
|        | 2016             | Special Olympics Arizona                                           | Caràcters en blanc sobre fons negre amb el logotip a l'esquerra.                                                                                   | "Special Olympics" centrat a baix.                                  |                                            | |
|        | 2005             | A State of Good Character                                          | Caràcters en negre sobre imatge gràfica. | "A State of Good Character" centrat a baix.                         | A12B34                                     | |
|        | 2016             | Supporting Public Safety                                           | Caràcters en blanc sobre imatge gràfica d'una bandera estatunidenca en blanc i negre i dues línies blava i vermella.                               | "SUPPORTING PUBLIC SAFETY" centrat a baix.                          | RF12345                                    | |
|        |                  | Veterà                                                             | Caràcters en blau sobre fons blanc amb la bandera estatunidenca a l'esquerra.                                                                      | "VETERAN" en vermell centrat a baix.                                | V/T 1234                                   | |
|        | 1989, 2008, 2012 | Universitat d'Arizona                                              | Caràcters en blanc sobre fons vermell amb el logotip de la universitat a l'esquerra.                                                               | "BEARDOWN" centrat a baix.                                          | P1234, S1234                               | |
|        |                  | Universitat de Phoenix                                             | Mateix disseny de placa que la resta de vehicles de passatgers però amb el logotip de la universitat a l'esquerra.                                 | "UNIV. OF PHOENIX" a baix.                                          | F/A 1234                                   | |
|        | 2007             | White Mountain Apache                                              | Caràcters en negre sobre fons degradat de verd i groc amb el segell de la reserva a l'esquerra.                                                    | "White Mountain Apache" centrat a baix.                             | WM123, 123WM                               | |

### Vehicles elèctrics
Els vehicles elèctrics (també híbrids i els que utilitzen combustible no fòssil) poden utilitzar des del 1997 una placa blau cel amb tres núvols blancs que mostra les frases "CLEAN AIR - BLUE SKIES" centrat a dalt i "ALTERNATIVE FUEL" o "HYBRID VEHICLE" (segons el cas) centrat a baix. La combinació és blau marí i comença prr les llestres "AF" d'Alternative Fuel (ex. AF1A23) o "LN" pels híbrids (ex. 123 LN4).

### Motocicletes
Les  motocicletes utilitzen des del 1996 una combinació de dues xifres i dues lletres percedides per les lletres "M/C" en vertical (ex. M/C 1A2B o M/C A12B) en blau sobre fons blanc, la resta és igual que la dels vehicles de passatgers.

### Vehicle històric
Els vehicle històrics poden utilitzar una placa amb un combinació actual "12AB" en vermell sobre una placa de coure i les paraules "HISTORIC VEHICLE" a l'esquerra.

### Remolc
Els trailers utilitzen el mateix disseny de placa que els vehicles de passatgers, però amb les lletres "TLR." a l'esquerra del nom de l'estat i una combinació  del tipus "A-12345" (les lletres utilitzades són D, E, F i G).

### Vehicles comercials
Els vehicles comercials utilitzen el mateix disseny de placa que la resta de vehicles de passatgers però amb una combinació formada per una xifra, dues lletres i tres xifres (ex. 1AB-234).

### International Registration Plan
Els camions inclosos en aquest acord de reciprocitat entre els EUA i Canadà porten una placa com la dels vehicles de passatgers però amb le nom "APPORTIONED" centrat a baix i una combinació formada per dues lletres i cinc xifres que comença per la lletra "A" (ex. AB·12345)

### Radioaficionat
Els vehicles equipats de radioaficionat poden portar una placa amb el mateix disseny que els vehicles de passatgers, però amb una combinació del senyal de trucada i la imatge d'una torre de comunicacions a l'esquerra juntament amb les paraules "AMATEUR RADIO OPERATOR" a baix.